# SN 2006fo
SN 2006fo – supernowa typu Ic odkryta 16 września 2006 roku w galaktyce UGC 2019. W momencie odkrycia miała maksymalną jasność 18,20m.